# BredaMenarinibus

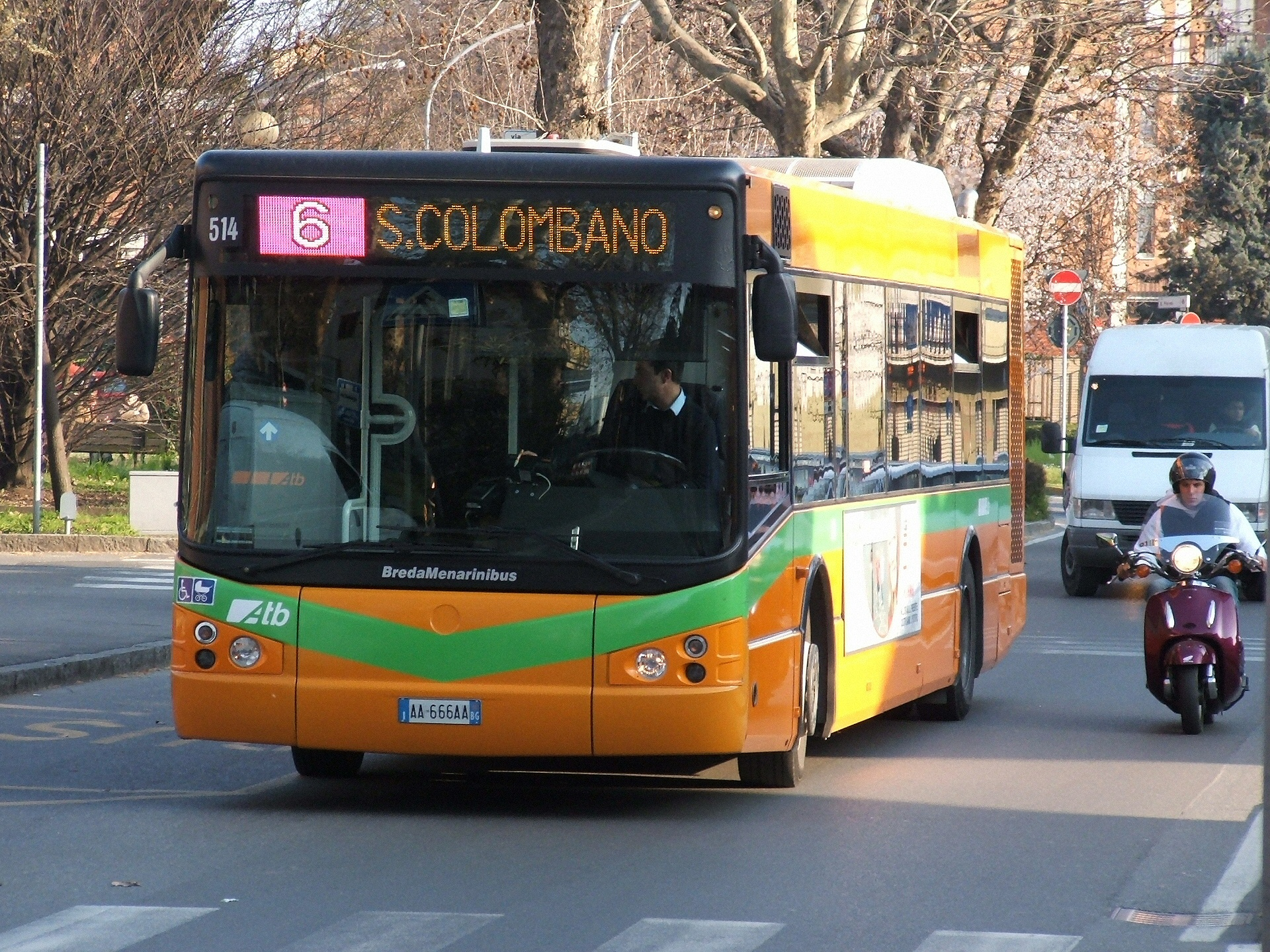
BredaMenarinibus

BredaMenarinibus S.p.A. — автобусостроительная компания из Италии, входящая в машиностроительный концерн «Breda Construziono Ferroviare». В конце 1980-х годов для совместного преодоления сильной конкуренции новую компанию образовали путём слияния двух ранее самостоятельных фирм «Breda» и «Menarini».
Программа компании «BredaMenarinibus S.p.A.» из Болоньи включает несколько моделей городских и туристских автобусов разной вместимости, а также троллейбусы. В отличие от многих других фирм, основу производства составляют городские автобусы «BredaMenarini» двух базовых серий «220» и «230». Они снабжены угловатыми функциональными кузовами с двумя, тремя или четырьмя широкими боковыми дверями (включая 4-створчатые шириной до 2 м), имеют автоматическую гидромеханическую трансмиссию, регулируемую пневматическую подвеску, передние управляемые колеса. Малые модели «230» вместимостью 45-58 пассажиров предлагаются в вариантах длиной 7,7 и 9,0 м с полной массой 10,5 и 11,8 т соответственно. Они оснащаются дизельным двигателем MAN заднего расположения мощностью 155 л. с. и автоматической 3-ступенчатой коробкой передач «Voith». В серию «220» входят городские и пригородные автобусы длиной 10,8—12,0 м и полной массой 10,5—10,8 т, рассчитанные на перевозку 90—116 человек (мест для сидения — 18—22). На них также используется дизель MAN, развивающий 220 л. с.
Самым крупным является сочленённый 18-метровый городской автобус М321. В его задней части поперечно установлен 5-цилиндровый двигатель MAN с турбонаддувом в 340 л. с. и автоматическая 5-ступенчатая коробка передач ZF со встроенным гидродинамическим тормозом-замедлителем. Автобус полной массой 26 т способен перевозить до 140 пассажиров со скоростью 77 км/ч. 
На его основе создан дуобус Dual Bus на 84 пассажира, сочетающий в себе функции автобуса и троллейбуса. В режиме автобуса используется 325-сильный двигатель Detroit Diesel V6 с автоматической 5-ступенчатой коробкой, в режиме троллейбуса электроэнергия к тяговым электромоторам средней оси поступает от подвесной контактной сети. Полная масса  — 22 т, длина — 18,7 м, максимальная скорость — 88 км/ч.
В небольших количествах BredaMenarini выпускает туристские автобусы 102SBH на 45-50 мест, отличающиеся современными и простыми формами.